# Alessandro Verde
Alessandro Verde (né le 27 mars 1865 à Sant'Antimo, en Campanie, Italie et mort le 29 mars 1958 à Rome) est un cardinal italien du début du XXe siècle.

## Biographie
Alessandro Verde étudie à Aversa et à Rome. Après son ordination, il fait du travail pastoral dans le diocèse de Rome et il est professeur à l'Athénée pontifical de l'Apollinaire. Mgr Verde exerce des fonctions au sein de la Curie romaine, notamment à la Congrégation des rites dont il est le promoteur de la foi (avocat du diable), de 1902 à 1915, puis le secrétaire, de 1915 à 1925. À ce titre, il intervint de façon décisive dans de nombreuses causes de canonisation dont celles de Jeanne d'Arc, de sainte Rita ou de Thérèse de l'Enfant-Jésus, par exemple.
Le pape Pie XI le crée cardinal lors du consistoire du 14 décembre 1925. Il participe au conclave de 1939 et il est nommé archiprêtre de la basilique de Sainte-Marie-Majeure la même année.
Il meurt à Rome le 29 mars 1958 à l'âge de 93 ans, doyen d'âge du Sacré-Collège.